# Khaleej Club
Der Khaleej Club (arabisch نادي الخليج, DMG Nādī l-Ḫalīǧ) ist ein 1945 gegründeter, saudi-arabischer Sportklub mit Sitz in Saihat, innerhalb der Provinz asch-Scharqiyya.

## Fußball-Abteilung
Die ersten Aufzeichnungen der Mannschaft entstammen aus der Saison 1974/75, in welcher die sogenannte Saudi Categorization League einmalig ausgetragen wurde. Diese wurde aus den besten Teams der zuvor bestehenden drei regionalen Ligen gebildet. Khaleej wurde in Gruppe A einsortiert, erspielte in 14 Partien jedoch nur drei Punkte, womit man das Tabellenschlusslicht bildete. Damit musste der Klub absteigen. In der Saison 1976/77 schaffte man nicht den Aufstieg, erreichte jedoch das Achtelfinale des King Cups. Die Runde 1978/79 krönte man mit dem Viertelfinaleinzug im Pokal. Nach der Saison 1980/81 wurde die erste Liga auf 20 Mannschaften aufgestockt. Somit durften die ersten acht Mannschaften der zweiten Liga aufsteigen, wobei Khaleej mit 14 Punkten diesen achten Platz erreichte.
Die nun in zwei Gruppen ausgetragene Spielzeit 1981/82 endete für viele Klubs mit dem Abstieg da aus den 20 Mannschaften wieder 10 gemacht wurden. Mit zehn Punkten stand der Klub auf Platz neun und stieg als Vorletzter seiner Gruppe A ab. Nach der Runde 1983/84 stand der Klub mit 12 Punkten als zehnter der zweiten Liga fest und hätte eigentlich ein weiteres Mal absteigen müssen. Eine erneute Aufstockung der Liga verhinderte den Abstieg. Wahrscheinlich stieg der Klub am Ende der Folgesaison doch ab, jedoch gibt es keine Daten. In der Spielzeit 1985/86 ist die Mannschaft keine Teilnehmer der zweiten Liga gewesen.
Zur Saison 1989/90 kehrte man in die zweite Liga zurück und stieg mit neun Punkten als Tabellenschlusslicht wieder ab. Nachdem in der Vorsaison bereits der Einzug ins Achtelfinale des Pokals gelang, befand sich der Klub spätestens in der Saison 1997/98 wieder in der zweiten Liga und landete im Mittelfeld. Die Spielzeit 2001/02 schloss man mit 32 Punkten als Vizemeister ab. Dieser Platz hätte eigentlich zum Aufstieg berechtigt, jedoch wurde neben dem Meister al-Qadisiyah, dem drittplatzierten al-Raed mit 31 Punkten der Aufstieg gewährt. Eine Saison später erreichte man erneut den zweiten Platz. Mit nun 40 Punkten durfte man auch aufsteigen. In der Folgesaison stieg die Mannschaft mit 11 Punkten als Tabellenletzter wieder ab. Die Saison 2005/06 schloss man mit 54 Punkten als Meister der zweiten Liga ab und schaffte mit großem Vorsprung  den Wiedereinzug in die erste Spielklasse. Mit 18 Punkten stieg das Team gemeinsam mit al-Faysali wieder aus der ersten Liga ab.
Nach einem knapp verpassten Aufstieg in der Saison 2013/14 gelang in der Spielzeit 2014/15 mit 55 Punkten der zweite Platz in der Division 1 und damit wieder der Aufstieg in die erste Liga. Erstmals gelang es mit 29 Punkten die Liga in der ersten Saison über den achten Platz zu halten. Daran anschließend gelang es zwei weitere Spielzeiten in der obersten saudischen Spielklasse zu bestehen, bis man mit 23 Punkten nach der Runde 2016/17 über den 13. Platz wieder abstieg. Dort spielt die Mannschaft auch bis heute.

## Handball-Abteilung
Der Verein nimmt an der Prince Faisal bin Fahad Saudi Handball League teil. Er gewann 2021/22 den Saudi Prince Sultan Handball Cup. Dem Klub gelang es bisher 16 nationale Titel zu gewinnen.
In den Jahren 2022 und 2023 trat der Verein beim IHF Super Globe an. Im Dezember 2023 gewann der Verein erstmals die Asian Men’s Club League Handball Championship.

### Spieler
Im Jahr 2022 spielten fünf saudi-arabische Nationalspieler im Verein, dazu mit Husain al-Sayyad ein bahrainischer Nationalspieler. Zum Team gehörte ebenso Nemanja Mladenović. Im Jahr 2023 verpflichtete man den ägyptischen Nationalspieler Mohamed Mamdouh Shebib und den serbischen Nationalspieler Petar Nenadić.

### Trainer
Trainer ist seit Sommer 2022 Dimitris Dimitroulias.